# Saint-Plantaire
Saint-Plantaire è un comune francese di 554 abitanti situato nel dipartimento dell'Indre nella regione del Centro-Valle della Loira.

## Società

### Evoluzione demografica
Abitanti censiti